# UFC Fight Night: McGregor vs. Siver
UFC Fight Night: McGregor vs. Siver foi um evento de artes marciais mistas promovido pelo Ultimate Fighting Championship, ocorrido em 18 de janeiro de 2015 em local a ser definido na cidade de Boston, Massachusetts, Estados Unidos.

## Background
A luta principal será entre os top 15 dos penas Conor McGregor e Dennis Siver.
Jorge Masvidal era esperado para enfrentar Norman Parke, porém Masvidal se lesionou e foi obrigado a deixar o card, sendo substituído por Gleison Tibau.
Costa Philippou era esperado para enfrentar Uriah Hall no evento. No entanto, Philippou foi forçado a se retirar da luta por uma lesão. Ele foi substituído pelo veterano do Strikeforce Louis Taylor. Com a lesão de Louis Taylor, foi escolhido como substituto Ron Stallings.
Paul Felder era esperado para enfrentar Johnny Case no evento. No entanto, Felder foi movido para entrar como substituto e enfrentar Danny Castillo no UFC 182. Ele foi substituído por Frank Trevino. Em 23 de Dezembro, foi anunciado que Trevino teria que se retirar da luta devido a uma lesão e foi substituído pelo estreante Frankie Perez.
Eddie Alvarez era esperado para enfrentar Benson Henderson no evento, no entanto, uma lesão tirou Alvarez da luta e ele foi substituído por Donald Cerrone.

## Bônus da Noite
- Luta da Noite:  Sean O'Connell vs.  Matt Van Buren
- Performance da Noite:  Conor McGregor e  Lorenz Larkin